# موجه عرضي مزدوج

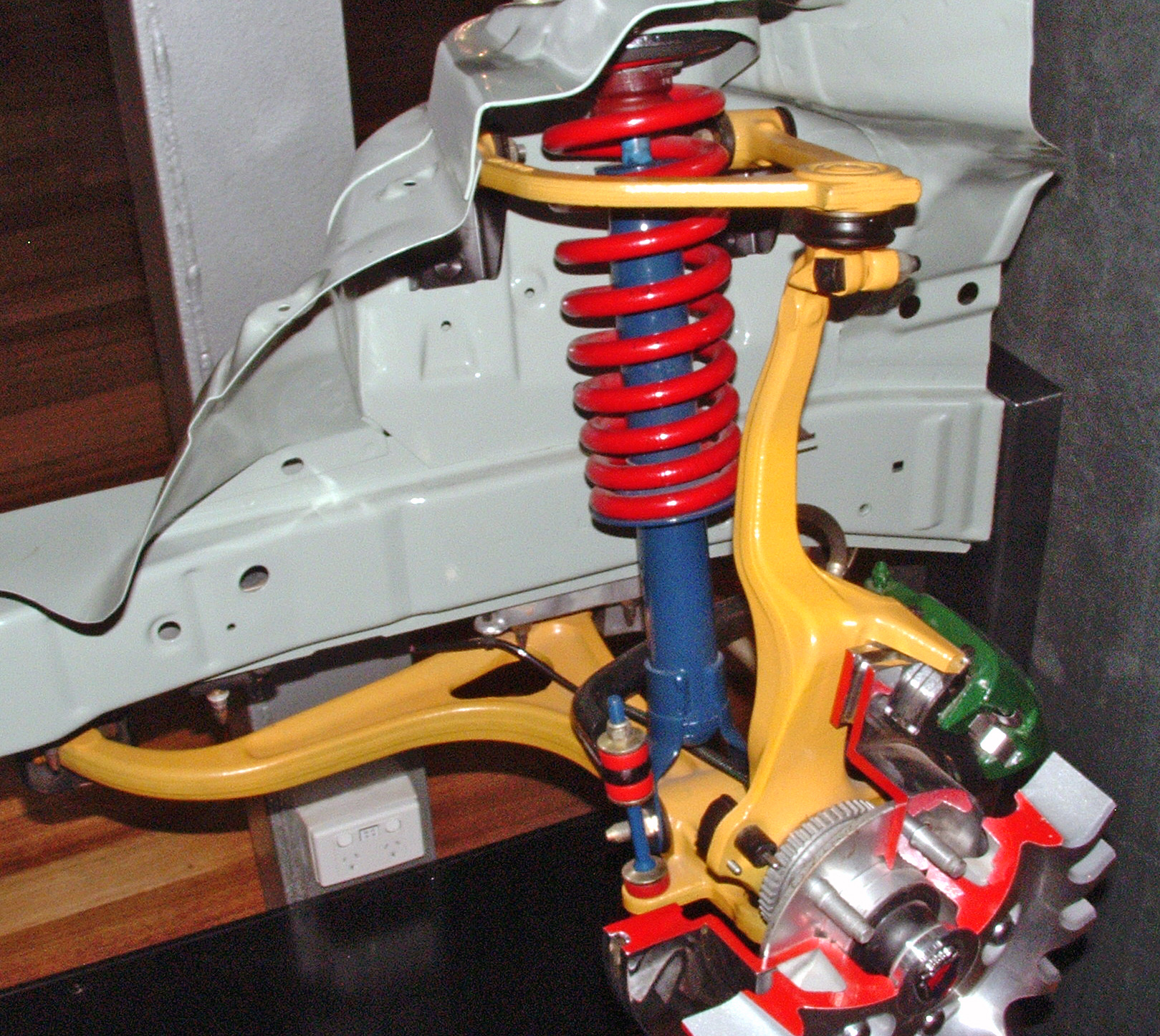
موجّه عرضي مزدوج : ويتكون من موجه عرضي قصير علوي (أصفر) وموجه عرضي كبير سفلي (أصفر) ويربط بينهما قضيب رأسي (أصفر).

موجّه عرضي مزدوج (بالإنجليزية: Double wishbone suspension)‏ هو جزء من نظام تعليق عجلة سيارة أو مركبة، ويمكن استخدامها للعجلتين الأماميتين وكذلك للعجلتين الخلفيتين.
عن طريق تحريك أثنين من الموجهات العرضية المثلثلة وقضيب المسار يتم تحريك حامل العجلة، بحيث تنحرف العجلة يمينا أو يسارا. وعن طريق تغيير طول الموجّه العرضي ووضع نقاط ارتكازه يمكن التوصل إلى التوليف المرغوب فيه لبنية مجموعة الحركة في سيارة.
فإذا كان الموجهان العرضيان بنفس الطول ومتوازيين يتغير عرض المسار بواسطة نابضات، وتتبع العجلات ميل السيارة في المنحنيات أثناء السير. ولهذا يصنع الموجه العرضي المثلثي العلوي أقصر من السفلي: عند انخفاض جانب السيارة الخارجي في منحنى فيعمل الموجه العلوي على خفض ميل المقصورة، ويبقى عرض المسار ثابتا تقريبا. وإذا مال الموجه العرضي العلوي قليلا إلى الأمام، فإنه يخفف من الاتكاء إلى الأمام عند الكبح.

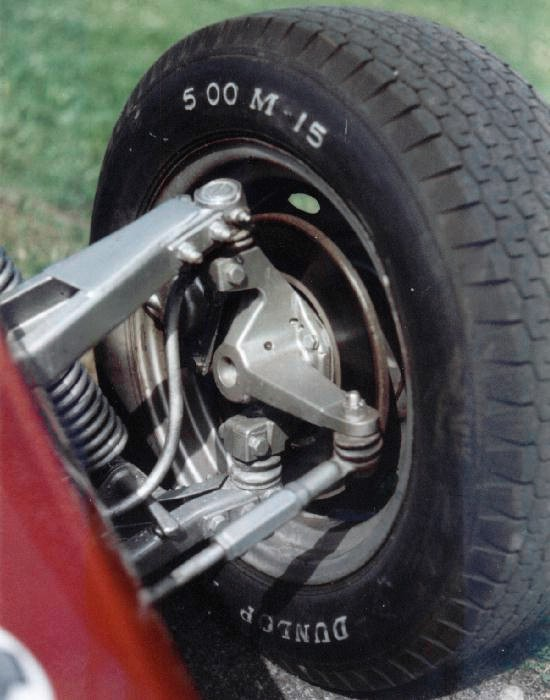
Double wishbone suspension (front) on a Saab Quantum IV.

## بعض انواعها

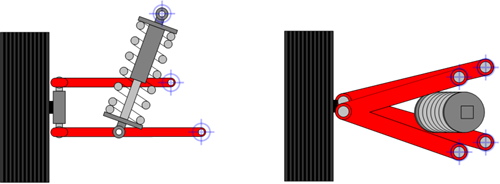
مبدأ عملها
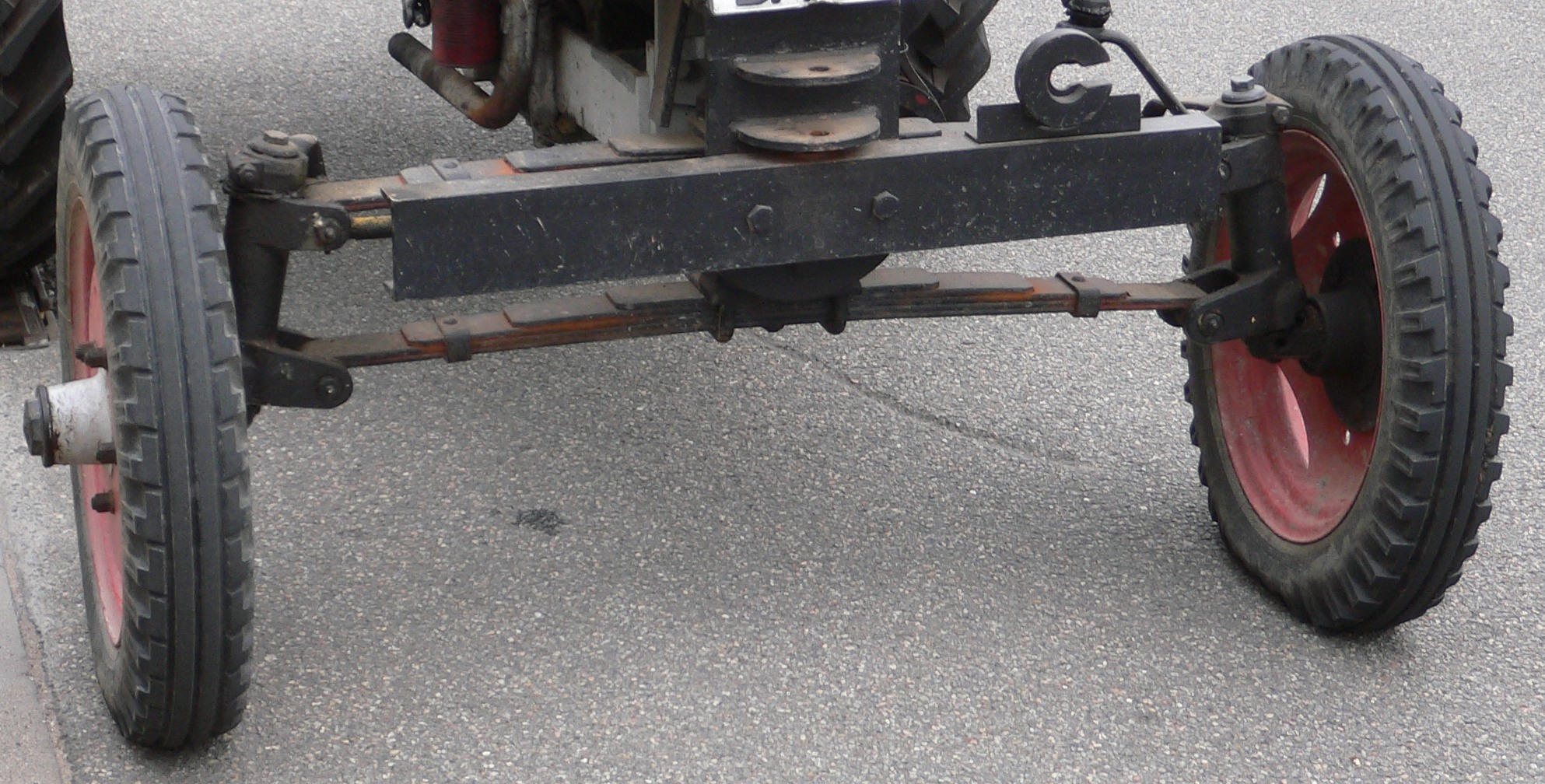
النوع القديم منها: نابضين صفيحييان
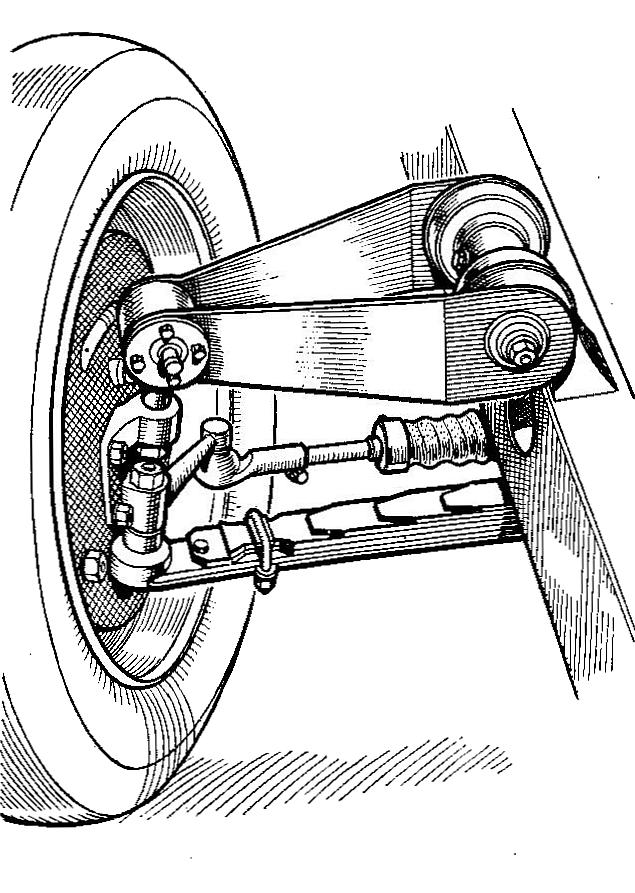
تعليق عجلة من عام 1935 بموجّه علوي ونابض صفيحي سفلي.
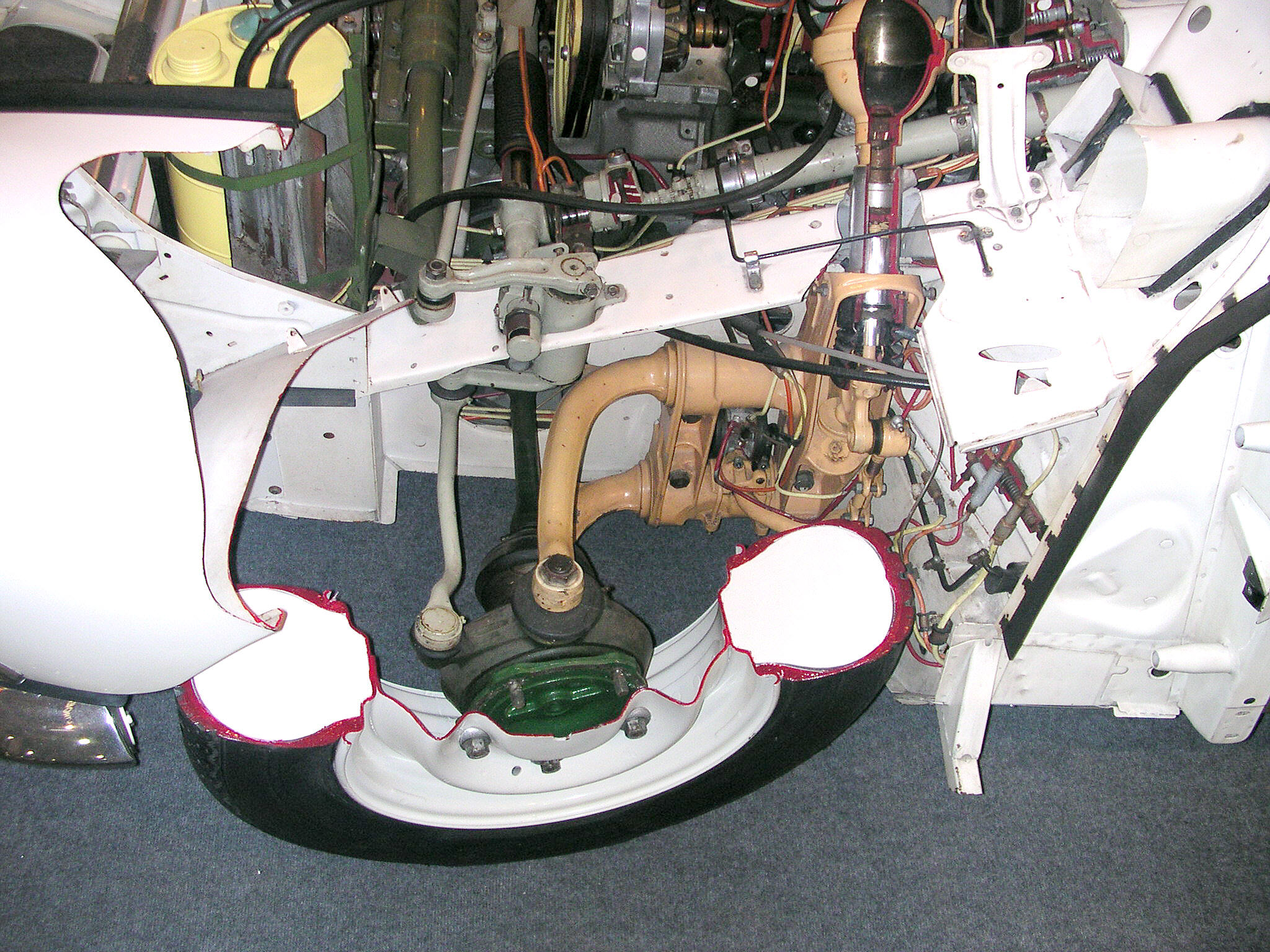
موجّه عرضي مزدوج

## اقرأ أيضا
- مجموعة الحركة
- موجه عرضي
- نظام التعليق المستقل
- نابض
- عجلة
- إطار